# Coupe des îles Féroé de football 1957
Navigation
Løgmanssteypið 1956 Løgmanssteypið 1958
La Coupe des Îles Féroé 1957 de football est la 3e édition de la Løgmanssteypið (Trophée du Premier Ministre). 
La finale du tournoi se disputa à Tórshavn au stade Gundadalur.
Le HB Tórshavn fut le vainqueur. C'est le deuxième titre du club.

## Format
Prenant place entre les mois d'août et septembre 1957, la compétition se décompose en trois phases allant du premier tour jusqu'à la finale. Seules les équipes de Meistaradeildin 1957 (Division des Champions) participèrent à la compétition. Le B36 Tórshavn se qualifia directement en demi-finale.

## Clubs participants
| \| B36 HB KÍ TB VBV \| Localisation des clubs engagés dans la coupe nationale 1957. |
| B36 HB KÍ TB VBV                                                                    |

- B36 Tórshavn - Meistaradeildin
- HB Tórshavn - Meistaradeildin
- KÍ Klaksvík - Meistaradeildin
- TB Tvøroyri - Meistaradeildin Tenant du Titre
- VB Vágur - Meistaradeildin

## Résultats

### Premier tour[2]
| Date         | Équipe 1    | Résultat | Équipe 2    |
| ------------ | ----------- | -------- | ----------- |
| 18 août 1957 | KÍ Klaksvík | 4-1      | TB Tvøroyri |
| 18 août 1957 | HB Tórshavn | 4-1ap    | VB Vágur    |

### Demi-finale[3]
| Date         | Équipe 1    | Résultat | Équipe 2     |
| ------------ | ----------- | -------- | ------------ |
| 25 août 1957 | KÍ Klaksvík | 2-1      | B36 Tórshavn |

### Finale
| 1er septembre 1957 | HB Tórshavn | 1-0   | KÍ Klaksvík | Gundadalur, Tórshavn |
|                    |             | (1-0) |             |                      |